# Bogomolke
Bogomolke (znanstveno ime Mantodea, grško mantis - prerok) so red žuželk s približno 2300 poznanimi vrstami. Ime v slovenščini in nekaterih drugih jezikih (npr. angleško praying mantis) so dobile po značilni drži, ki spominja na človeka pri molitvi. Poleg drže so znane tudi po kamuflažnih oblikah in barvah nekaterih vrst ter kanibalizmu - pojavu, ko samica požre samca med parjenjem.

## Telesne značilnosti
Bogomolke so prepoznavne po močnih, bodičastih sprednjih nogah in dolgem protoraksu. Velika krila, od katerih je sprednji par otrdel, zlagajo plosko ob telo, zložena se bočno prekrivajo. Le nekatere vrste imajo sekundarno zmanjšana ali reducirana krila. Med mirovanjem po navadi držijo protoraks nekoliko dvignjen, noge pa pokrčene ob telesu, zaradi česar spominjajo na človeka pri molitvi. Imajo dolge, nitaste tipalnice, na zadku, ki je lahko pri samicah zelo zajeten, pa par kratkih cerkov. Mnogo vrst bogomolk je zelene ali rjave barve, kar jim omogoča, da se dobro skrijejo med rastlinjem, ko nepremično čakajo na plen. Nekatere tropske vrste pa so živopisnih barv in imajo izrastke raznolikih oblik, ki posnemajo cvetove rastlin, na katerih lovijo. Nekatere so tako podobne cvetovom, da lahko stojijo kjerkoli na rastlini in same po sebi privabijo žuželke. Imajo zelo gibljivo glavo z velikimi sestavljenimi očmi. Obustni aparat je izoblikovan kot grizalo z močnimi čeljustmi, s katerimi se brez težav pregrizejo skozi zunanji skelet žuželk.
Kot ličinke ščurkov so tudi ličinke bogomolk drobne in bele ko se izležejo, a ovoj kmalu odvržejo, nakar so podobne odraslim živalim, le brez kril in genitalij.

## Življenje
Po parjenju jeseni samica izleže jajčeca, ki jih s pomočjo posebnih žlez na zadku obda s proteinskim ovojem, ki se na zraku strdi in tvori ooteko. Samice nekaterih vrst ooteko varujejo. Spomladi se izležejo nekaj milimetrov velike ličinke, ki so plenilske; večkrat ubijejo in pojedo tudi svoje vrstnike. Imajo nepopolno preobrazbo. Dokler ne odrastejo se levijo 3- do 12-krat.
Življenjska doba bogomolk je dve do tri leta. V zmernem pasu po navadi živijo samo eno leto na račun visoke stopnje smrtnosti pozimi. Večina vrst prezimi v jajčecu, le bogomolke iz rodu Empusa prezimijo kot nimfe.
Tudi vse odrasle bogomolke so plenilci. Prehranjujejo se z drugimi žuželkami, pa tudi z manjšimi plazilci, ptiči in sesalci. Pri lovu se zanašajo na kamuflažno obliko in barvo ter čakajo, da se plen približa. Dobro razvite, široko postavljene oči v kombinaciji z zelo gibljivo glavo jim omogočajo zelo dober vid, ki ga izkoriščajo za ocenjevanje razdalje do njega. Ob pravem trenutku se bliskovito iztegnejo in zagrabijo plen s sprednjimi nogami, bodice na njih pa mu preprečijo pobeg. Sposobnost zlitja z okolico pa bogomolkam pomaga tudi pri zaščiti pred drugimi plenilci. Kadar jih druga žival kljub temu odkrije, se postavijo v svarilno držo: dvignejo se na zadnjih nogah in razširijo krila, ki so pri nekaterih vrstah na spodnji strani živo obarvana, zaradi česar izgledajo večje. Tiste z normalno razvitimi krili so dobri letalci, letijo predvsem ponoči.

### Parjenje
Parjenje se v okoljih z zmernim podnebjem začne jeseni. Spolni kanibalizem pri bogomolkah je pojav, ki so ga opazili pri večini vrst in pritegne pozornost mnogih ljudi. Ko samec prične s kopulacijo, samica včasih reagira tako, da ga napade in mu odgrizne glavo. To v nekaterih primerih povzroči, da samčevo telo še intenzivneje izvaja gibe, ki služijo za vnašanje sperme vanjo. 
Obstaja več teorij, ki razlagajo takšno vedenje. Po najbolj uveljavljeni naj bi samčevo telo dalo samici energijo, ki bi jo nato usmerila v produkcijo potomcev. Po drugi strani pa se samica pari z več samci zaporedoma, zato je razmeroma majhna verjetnost, da bo energija določenega samca usmerjena v njegove potomce. Zato prihaja med samci in samicami do kompeticije - samica ima korist od tega da požre samca, le-ta pa s smrtjo izgubi možnost za prenos svojih genov na potomce v nadaljnjih parjenjih. Samci tako izvajajo kompleksno vedenje, ki ga imenujemo dvorjenje, in je sestavljeno iz značilnih gibov in drže telesa. Vključuje ritmično dvigovanje kril in upogibanje zadka. To preusmeri samičino vedenje s prehranjevalnega na paritveno. Dokazano je, da se samci, ki se znajdejo pred lačno samico, premikajo počasneje in bolj očitno dvorijo kot tisti, ki so izpostavljeni normalno hranjeni samici.
Po drugi teoriji naj bi bil kanibalizem reakcija na motnjo v okolju in kot tak predstavljal artefakt v opazovanjih. Bogomolke so izredno vizualno orientirane živali. Tako je možno, da reagirajo z refleksom grabljenja, kadar jih zmoti predmet v vidnem polju, npr. opazovalec.

## Ekologija
Bogomolke so večinoma tropske žuželke, le okoli ducat vrst živi v Evropi, predvsem v toplejših predelih. Večino najdemo v Aziji. Evropske vrste naj bi bile umetno vnešene iz Azije z rastlinskim materialom. Živijo v vlažnem okolju, kjer je dovolj vegetacije.
Njihovi naravni sovražniki so vsi plenilci, večji od njih. Z njimi se prehranjujejo največkrat žabe in ptiči, pa tudi netopirji, kače in pajki.

### Pomen za človeka
Bogomolke uporabljajo vrtnarji za biološko kontrolo škodljivcev. V ta namen v nekaterih vrtnarijah prodajajo njihove ooteke za gojitev. Upoštevati pa je potrebno, da bogomolke ne lovijo samo škodljivcev, temveč vse živali, ki so manjše od njih, vključno s koristnimi, kot so čebele, kuščarice idr. Nekateri ljudje jih gojijo tudi kot domače ljubljenčke. So nezahtevne za gojitev, potrebujejo le srednje velik terarij z vejicami in listi, razpršeno vodo za pitje in žuželke, ki so na voljo v trgovinah z živalmi, za prehrano (npr. čričke ali vinske mušice za ličinke).

## Sistematika
Skupaj s ščurki in termiti tvorijo bogomolke skupino Dictyoptera. Po najbolj uveljavljeni teoriji so se v evoluciji odcepile od linije ščurkov pred termiti in tako predstavljajo sestrsko skupino ostalima dvema (glej tudi poglavje Evolucija in sistematika ščurkov).
Poznamo okoli 2300 vrst, ki jih delimo v 8 družin. Sorodstvena razmerja med njimi so trenutno slabo raziskana in tako večinoma nepojasnjena.
- Chaeteessidae
- Metallyticidae
- Mantoididae
- Amorphoscelidae
- Eremiaphilidae
- Hymenopodidae
- Mantidae
- Empusidae

### Bogomolke v Sloveniji
V Sloveniji živijo štiri vrste: navadna bogomolka (Mantis religiosa) iz družine Mantidae, ki je razširjena po vsej državi, in siva bogomolka (Ameles decolor) iz družine Mantidae ter krpatonoga bogomolka (Empusa fasciata) iz družine Empusidae, ki ju najdemo le v slovenskem delu Istre, tam pa je bila oktobra 2021 najdena in potrjena tudi mala bogomolka (Ameles spallanzania) iz družine Mantidae.

## Kulturne reference
Bogomolke imajo pri ljudeh sloves neusmiljenih, učinkovitih ubijalcev in so v kombinaciji z grozečim videzom ter obliko glave, ki spominja na nekatere upodobitve nezemljanov, pogosto upodobljene v filmih in videoigrah. Pogosto se pojavljajo v zgodbah iz Daljnega Vzhoda, največkrat kot močni nasprotniki protagonistov.
Agresivnost in gibanje bogomolk sta navdihnila tudi kitajske mojstre borilnih veščin. Posnemata ju dva neodvisna stila, Severna bogomolka (kitajsko tánglángquán - dobesedno bogomolčja pest) in Južna bogomolka (kitajsko nán pài tángláng - dobesedno južni stil bogomolke). Čeprav so med njima določene razlike, se oba zanašata predvsem na močne in hitre udarce z rokami v kritične predele telesa.

### Film in televizija
- Bogomolke so Zorak v animirani seriji Space Ghost, Manny iz animiranega filma A Bug's Life, družina protagonistov v črni komediji Meet the Applegates, pošast, ki grozi New Yorku v filmu The Deadly Mantis, pošast Kamacuras iz filmov o Godzilli idr.
- Poleg njih podobo ali vedenje bogomolk posnema nekaj likov iz filmov Power Rangers, Hajime Ajikawa iz japonske televizijske serije Kamen Raidā Bureido, demon iz ene od epizod animeja InuYasha, bitje iz serije Izganjalka vampirjev idr. Tudi videz Montgomeryja Burnsa iz risanke Simpsonovi naj bi posnemal bogomolko.

### Videoigre
- Bogomolke ali njim podobna bitja so nasprotniki igralca v mnogih računalniških igrah, npr. Turok 2, Metal Gear Solid, Sonic the Hedgehog 2, Mega Man Zero 3 idr.
- V pretepaški igri Time Killers je bogomolka eden od likov, ki jih lahko izbere igralec.

## Galerija
- Ooteka.
- Ličinke.
- Bogomolka, ki posnema mravljo.
- Bogomolka vrste Creobroter gemmatus.
- Bogomolka vrste Deroplatys desiccata, ki posnema posušen list.
- Bogomolka vrste Sphodromantis viridis.
- Glava bogomolke vrste Sphrodomantis lineola.